# 1409 Isko
1409 Isko è un asteroide della fascia principale del diametro medio di circa 35,54 km. Scoperto nel 1937, presenta un'orbita caratterizzata da un semiasse maggiore pari a 2,6752057 au e da un'eccentricità di 0,0571901, inclinata di 6,71013° rispetto all'eclittica.
L'asteroide è dedicato a Ise Koch, moglie dell'astronomo Fritz Kubach.